# Гоццадини, Джованни
Джованни Гоццадини (итал. Giovanni Gozzadini; 15 октября 1810 года, Болонья — 25 августа 1887 года, Болонья) — итальянский историк, археолог и политик.

## Биография
Джованни Гоццадини — сын графа Джузеппе Гоццадини и Лауры Карарези Папафава, родился в Болонье 15 октября 1810 года.
Представитель знатного рода Гоццадини (ит.), в мае 1853 года Джованни обнаружил на своих собственных землях, в Вилланова (ныне — фракция коммуны Кастеназо), в восьми километрах к северо-западу от Болоньи, захоронение начала Железного века, что впоследствии позволило говорить об открытии «культуры Вилланова». Гоццадини связал этот некрополь с этрусками, Брицио со своими единомышленниками доказали его принадлежность более раннему периоду (именно их точка зрения ныне считается общепринятой). Гоццадини является также автором других археологических открытий, в том числе некрополя в Мардзаботто (правда, его он ошибочно не считал этрусским). Большую ценность также представляют исследования Гоццадини, касающиеся истории болонского акведука и терм, а также других археологических и топографических особенностей Болоньи (классический труд Гоццадини о средневековых болонских башнях переиздаётся и XXI веке).
С 1860 года являлся сенатором Королевства Италия; член итальянских академий (в том числе — Академии деи Линчеи с 1881 года), а также зарубежных академий, комиссар археологических раскопок в Болонье, пожизненный президент Королевской депутации отечественной истории (Deputazione di storia patria). Труды Гоццадини хранятся в библиотеке Болонской архигимназии.

## Труды
- Memorie per la vita di Giovanni II Bentivoglio, 1839
- Cronaca di Ronzano e memorie di Loderingo d’Andalò frate godente, 1851
- Intorno all’acquedotto ed alle terme di Bologna, 1864
- Studi archeologici topografici sulla città di Bologna, 1868
- Di alcuni sepolcri della necropoli Felsinea, 1868.
- Monografie sulle torri gentilizie bolognesi, 1875
- Delle torri gentilizie di Bologna, e delle famiglie alle quali prima appartennero, 1880
- Di alcuni avvenimenti in Bologna e nell’Emilia dal 1506 al 1511 e dei cardinali legati A.Ferrario e F.Alidosi, 1886